# Kościół św. Trójcy w Kłotnie
Kościół świętej Trójcy w Kłotnie – rzymskokatolicki kościół parafialny należący do parafii pod tym samym wezwaniem dekanat kowalski diecezji włocławskiej).
Obecna świątynia reprzezentuje styl neogotycki. została wzniesiona w latach 1878–1881 dzięki staraniom proboszcza m. Chlebowskiego. Koszty budowy pokrył Emmilian Kretkowski. W 1947 roku został przeprowadzony remont zewnętrzny, natomiast w latach 1959–1960 wyremontowano wnętrze. W latach 1950 i 1957 zostały przeprowadzone bieżące remonty, w trakcie których m.in. Została wykonana polichromia przez Franciszka Bąkowskiego. Budowla powstała na planie wydłużonego prostokąta z węższym dwuprzesłowym prezbiterium zamkniętym ośmiobocznie. W załomach między nawą a prezbiterium znajdują się aneksy: zakrystia i kaplica, powstałe na rzucie prostokątów. Korpus nawowy o trzech przęsłach jest poprzedzony kwadratową podstawą wieży ze znajdującą na środku prostokątną kruchtą, która opięta jest wąskimi dobudówkami: klatką schodową oraz kruchtą boczną. Elewacja wieży jest trzykondygnacyjna i trzyosiowa, na osi elewacji znajduje się ostrołukowy portal z cegły ujęty dwoma skoszonymi przyporami. We wschodniej ścianie prezbiterium w partii cokołu jest umieszczony prostokątny kamień węgielny z datą 1878 r. Prezbiterium świątyni jest zamknięte trójbocznie, znajdują się w przy nim dwie wspomniane wyżej dobudówki.